# Еремеева, Мария Семёновна
Мария Семёновна Еремеева — советский хозяйственный деятель, Герой Социалистического Труда.

## Биография
Родилась в 1934 году в посёлке Расторгуево на территории современного города Видное. Член КПСС с 1959 года.
В 1950—1998 — подручная, машинист, бригадир рабочих карамелеформующей заверточной машины, мастер производственного обучения профтехучилища, инструктор-наставник Московского кондитерского комбината «Рот фронт» Министерства пищевой промышленности РСФСР.
Указом Президиума Верховного Совета СССР от 17 января 1974 года присвоено звание Героя Социалистического Труда с вручением ордена Ленина и золотой медали «Серп и Молот».
Делегат XXIV съезда КПСС.
Умерла в 2020 году в Москве.

## Награды и звания
- Герой Социалистического Труда (17.01.1974)
- Орден Ленина (17.01.1974)
- Орден Трудового Красного Знамени (26.04.1971)